# سانتی موار
سانتی مار (انگلیسی: Santi Moar؛ زادهٔ ۵ سپتامبر ۱۹۹۳) بازیکن فوتبال اهل اسپانیا است.
از باشگاه‌هایی که در آن بازی کرده‌است می‌توان به باشگاه فوتبال فینیکس رایزینگ اشاره کرد.